# 博品館

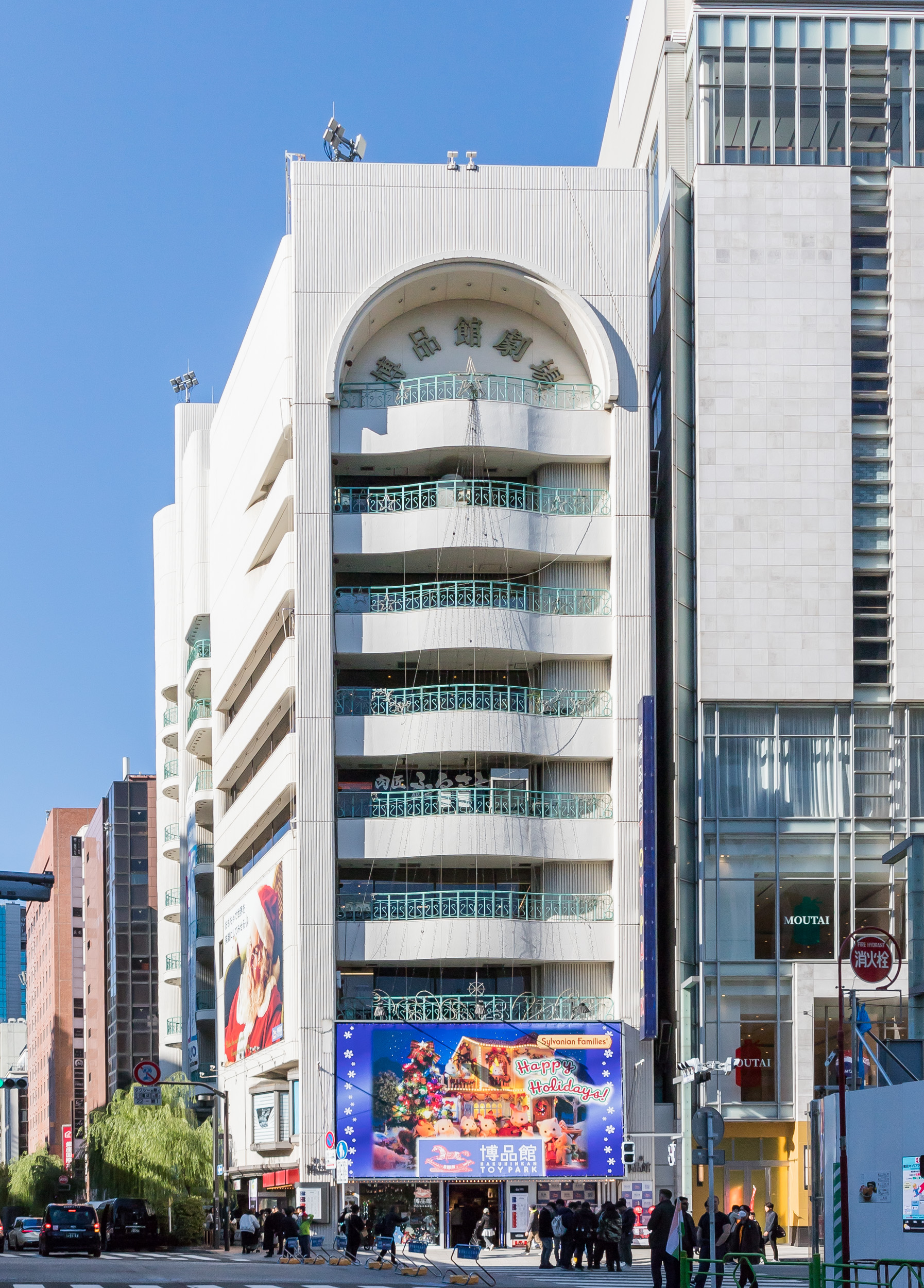
博品館TOY PARK本店。(中央区銀座)

株式会社博品館（はくひんかん）は、日本の小売商。主に、「博品館TOY PARK」の店舗名で玩具の販売を行っている。

## 店舗
本店
東京都中央区銀座8-8-11。地下1階 - 4階が玩具売場、5・6階がレストラン街、8階には博品館劇場が設けられている。1986年には、日本最大の玩具店としてギネスブックに掲載された。
支店
- 博品館TOY PARK都庁店 - 東京都庁第一本庁舎北展望室45階（地上202mの高さにある。）
- 博品館TOY PARK成田空港店 - 成田空港第1ターミナル4階
- 博品館TOY PARK関西空港店 - 関西空港第1ターミナル3階
- 博品館TOY PARK新千歳空港店 - 新千歳空港国際線ターミナル3階
- 博品館TOY PARK羽田空港店 - 羽田空港第3ターミナル5階

## 歴史
1899年（明治32年）、「帝国博品館勧工場」として、同地（当時の東京府 東京市 京橋区 南金六町4番地）に創業する。 時計塔つきの派手な洋風の外観もあって好評を博した。 1921年（大正10年）にはエレベーターつきの4階建てビルに改築したが、1930年（昭和5年）に廃業した。
その後、戦前は著名なカフェーであった「銀座パレス」、戦後は福富太郎の率いる著名なキャバレーチェーン「ハリウッド」の本店「銀座ハリウッド」などが同地で営業したが、1978年（昭和53年）、創業80年を期に現在の10階建てビルを新築し、玩具店『博品館TOY PARK』として営業を再開、55年ぶりに「博品館」の名が復活した。